# Рогатик усечённый
Рога́тик усечённый, клавариаде́льфус усечённый (лат. Clavariadélphus truncátus) — вид базидиомицетовых грибов, относящийся к роду Клавариадельфус семейства Гомфовые (Gomphaceae).

## Описание
Плодовые тела булавовидной формы, с уплощённой расширенной верхушкой, сужающиеся книзу в короткую ножку, 5—15 см высотой и до 3—8 см в поперечнике на верхушке. Поверхность морщинистая, окрашенная в жёлто-охристые или тёмно-оранжевые тона.
Ножка в нижней части плодового тела малозаметная, в основании с беловатым опушением, с клубневидным утолщением.
Спороносная поверхность грязно-жёлто-коричневая до бежевой, обычно гладкая, реже со слабо выраженными складками.
Мякоть беловатая до охристой, на воздухе темнеющая до буроватой, без особого запаха, со сладковатым вкусом.
Споры бледно-охристые, 9—12×5—8 мкм, эллиптические, гладкостенные.
Малоизвестный хороший съедобный гриб, однако, редко встречающийся по всему ареалу.

### Сходные виды
- Clavariadelphus pistillaris (L.) Donk, 1933 — Рогатик пестичный — отличается закруглённой, а ну уплощённой верхушкой, а также горьким вкусом мякоти.

## Распространение и экология
Встречается группами и в сростках, на земле в хвойных лесах. Плодовые тела образуются с конца лета по осень.
Широко распространённый в Евразии вид, во всех регионах редкий. В Северной Америке встречается чаще.

## Синонимы
- Clavaria truncata Quél., 1886basionym
- Clavariadelphus borealis V.L.Wells & Kempton, 1968